# 2023 au Portugal
 (septembre 2023).
Chronologie du Portugal
- 2019
- 2020
- 2021
- 2022
- 2023
- 2024
- 2025
- 2026
- 2027

Liste des principaux événements de l'année 2023 au Portugal .

## Titulaire
- Président de la République : Marcelo Rebelo de Sousa
- Premier ministre : António Costa (XXIIIe gouvernement constitutionnel)
- Président de l'Assemblée de la République : Augusto Santos Silva (XV Législature)
  - Président du gouvernement régional des Açores : José Manuel Bolieiro (XIIIe Gouvernement Régional )
  - Président du gouvernement régional de Madère : Miguel Albuquerque (XIII gouvernement régional)

## Événements

### Janvier
- 4 — Remodelage du 23e gouvernement constitutionnel, déclenché par la démission du ministre des Infrastructures et du Logement, Pedro Nuno Santos, et de la secrétaire d'État au Trésor, Alexandra Reis. João Galamba et Marina Gonçalves prennent leurs fonctions à la tête des ministères désormais séparés de l'Infrastructure et du Logement, ainsi que de six nouveaux secrétaires d'État[1].
- 5 — Vote parlementaire d'une motion de censure contre le XXIIIe Gouvernement constitutionnel, présentée par l'Initiative libérale. La motion a échoué avec les votes contre du PS, du PCP et de l'unique député du Livre, Rui Tavares ; L'unique députée du PSD, du BE et du PAN, Inês Sousa Real, s'est abstenue. Seuls IL et Chega ont voté pour[2].
- 5 — Un jour après sa prise de fonction, Carla Alves a demandé sa démission de son poste de secrétaire d'État à l'Agriculture, "puisqu'elle a compris qu'elle n'avait pas les conditions politiques et personnelles pour entrer en fonction". A l'origine du non-lieu, une nouvelle du Correio da Manhã faisant état d'une enquête portant sur les comptes bancaires de Carla Alves et de son mari, Américo Pereira, ancien maire de Vinhais, soupçonnés de délits de corruption active et de prévarication[3].
- 7 — Des pluies intenses inondent plusieurs rues du centre-ville de Porto, causant d'importants dégâts, la force des torrents d'eau soulevant le parallèle de la Rua Mouzinho da Silveira et inondant la station de métro São Bento[4].
- 8 — Première de la quatrième saison du programme télévisé Vale Tudo, sur SIC[5].
- 9 — Roberto Martínez est annoncé comme successeur de Fernando Santos en tant qu'entraîneur de l'équipe nationale portugaise de football[6].
- 10 – 19 — Premier tour des élections du président et des organes de l' Ordre des médecins.
- 16 — Première de la série télévisée RTP O Crime do Padre Amaro, une adaptation du roman homonyme d'Eça de Queirós, réalisé par Leonel Vieira et mettant en vedette José Condessa, Bárbara Branco, José Raposo et Filomena Gonçalves[7].

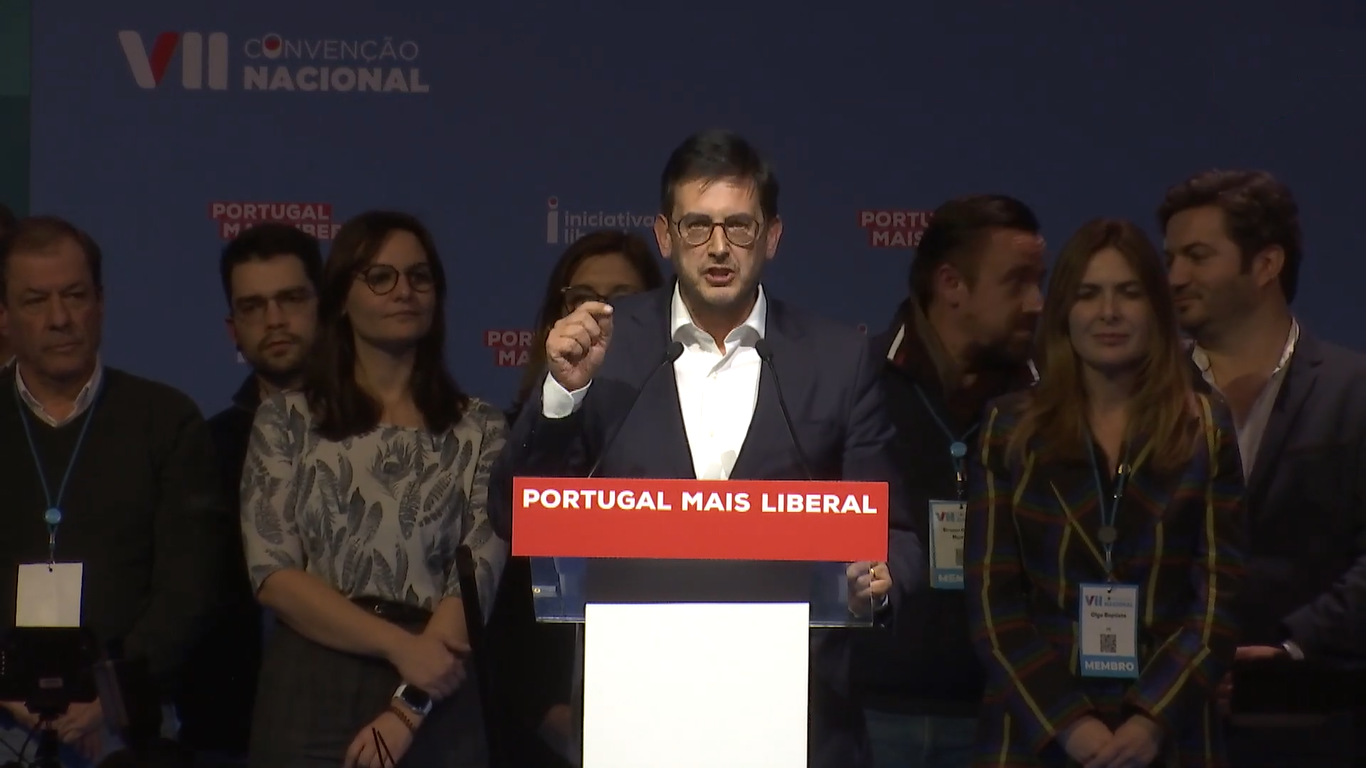
Rui Rocha parle au 7. 1er Congrès National de l'Initiative Libérale

- 19 — Au Teatro Municipal São Luiz, à Lisbonne, la représentation de la pièce Tudo Sobre a Minha Mãe, de Samuel Adamson, est interrompue par la militante transsexuelle Keyla Brasil, qui a envahi la scène à moitié nue, accusant le manque de légitimité de l'acteur André Patrício pour jouer le rôle de Lola, une femme trans. La compagnie qui a mis en scène la pièce a remplacé l'acteur par l'actrice trans Maria João Vaz[8].
- 22 — Lors de la VIIe Convention nationale de l'Initiative libérale, Rui Rocha est élu chef du parti, succédant à João Cotrim de Figueiredo[9].
- 24 — Le court métrage portugais Ice Merchants est nommé pour l'Oscar du meilleur court métrage d'animation, devenant ainsi le premier film produit au Portugal à être nommé aux Oscars[10].
- 26 — Première du film Amadeo, de Vicente Alves do Ó, basé sur la vie et l'œuvre d'Amadeo de Souza-Cardoso, avec Rafael Morais[11].

### Février
- 4 — Un incendie se déclare dans un immeuble du quartier Mouraria, à Lisbonne, faisant deux morts, un homme de 30 ans et un jeune de 14 ans, tous deux de nationalité indienne, et 14 blessés. Le drame met en lumière les conditions de vie de cette population fragile, majoritairement composée d'étrangers : dans un petit rez-de-chaussée, vivraient 22 personnes, entassées dans des lits superposés et des matelas[12].
- 16 — Au second tour des élections à l' Ordre des médecins, Carlos Cortes est élu président[13].

### Mars
- 11 — 13 soldats de la garnison du PNR Mondego refusent d'effectuer une mission d'accompagnement d'un navire russe au nord de l'île de Porto Santo, dans l'archipel de Madère, alléguant des limitations techniques et des raisons de sécurité, comme le fait qu'un moteur et un groupe électrogène sont en panne[14].
- 16 — Devant son équipage mutiné, le chef d'état-major de la Marine, Henrique Gouveia e Melo, prononce un discours public sur le pont du PNR Mondego, précisant qu'il ne pardonnera pas "l'indiscipline", ni les dégâts causés à l'image de la Marine et du pays, assimilant l'acte d'insubordination à la mutinerie du HMS Bounty[15].
- 28 — Une attaque au couteau au Centre Ismailita à Lisbonne, perpétrée par un homme de nationalité afghane, fait deux morts, un professeur d'anglais et un travailleur du Centre ; l'affaire est confiée à l'unité nationale de lutte contre le terrorisme de la police judiciaire, mais il semble qu'elle ait été motivée par des raisons personnelles[16].

### Avril
- 21 – Luiz Inácio Lula da Silva, président de la République fédérative du Brésil, est reçu à l'aéroport militaire de Figo Maduro pour une visite d'État de cinq jours au Portugal[17].
- 22 — XIII Sommet luso-brésilien, au Centro Cultural de Belém, à Lisbonne ; en présence de Lula da Silva et António Costa, 13 nouveaux mémorandums d'entente et protocoles de coopération ont été signés entre Lisbonne et Brasilia[18].
- 24 — Cérémonie de remise du Prix Camões 2019 à Chico Buarque, au Palais de Queluz ; le retard de quatre ans était dû au refus de l'ancien président brésilien Jair Bolsonaro de signer le diplôme qui a permis l'attribution formelle du prix, et à la pandémie de COVID-19[19].
- 25 — Le président Lula da Silva prend la parole lors d'une séance solennelle d'accueil à l'Assemblée de la République, avant la séance de commémoration du 49e anniversaire de la révolution des Œillets. Les députés de Chega se lèvent lors du discours du président brésilien, et sont réprimandés par le président de l'Assemblée de la République, Augusto Santos Silva[20].
- 26 — Frederico Pinheiro, à ce jour assistant du ministre des Infrastructures João Galamba, est exonéré de ses fonctions, pour avoir été visé dans l'échange d'informations divulguées dans les médias sur la polémique au TAP : il aura pris des notes de la réunion qui a réuni le gouvernement, le PS et Christine Ourmières-Widener, ancienne PDG de la TAP, qui indiquent qu'il y a eu un concours de questions-réponses qui allait suivre lors de l'audition parlementaire de la femme d'affaires française. Après avoir reçu l'avis d'exonération, Pinheiro se rend dans les locaux du ministère pour obtenir un ordinateur portable, après avoir été confronté à des membres du cabinet du ministre qui tentent de l'arrêter, car il contient des informations classifiées : le résultat est le mépris et l'agression, ils s'appellent PSP agents et donne Il y a eu une intervention (rare et controversée) du Security Information Service pour récupérer l'ordinateur[21].

### Peut
- 2 — À la suite de la polémique entourant le limogeage troublé de son ancien adjoint, João Galamba demande sa démission comme ministre des Infrastructures ; peu de temps après, le Premier ministre, António Costa, s'est adressé au pays à la résidence officielle, révélant qu'il avait refusé de démissionner, affirmant que ce serait contre sa "conscience", et défendant fermement le ministre. Au milieu des réactions indignées de divers milieux politiques, le président de la République, Marcelo Rebelo de Sousa, publie une note officielle assumant son désaccord avec le Premier ministre, dans un conflit institutionnel sans précédent[22].
- 4 — Le président de la République, Marcelo Rebelo de Sousa, s'adresse au pays sur la crise politique ; émet de vives critiques sur la posture du gouvernement, réaffirme que le ministre João Galamba aurait dû être démis de ses fonctions car son maintien en fonction aggrave le manque de "fiabilité" du pouvoir politique, suppose une rupture avec le Premier ministre, mais, dans un souci de "stabilité" du pays, décide de maintenir l'exécutif en fonction[23].
- 5 — Cérémonie de remise du Prix Camões 2021 à Paulina Chiziane, au Musée national des entraîneurs, à Lisbonne, par les mains du Premier ministre portugais et de l'ambassadeur du Brésil au Portugal, Raimundo Carreiro[24].

### Prévoir des événements
- 1er au 6 août — XXXIIIe Journée Mondiale de la Jeunesse à Lisbonne
- Septembre/octobre — Élections législatives régionales à Madère en 2023
- Octobre — Le gouvernement régional des Açores prévoit de lancer des vols spatiaux suborbitaux, dont les opérations seront reprises par des particuliers, dans le cadre de la stratégie spatiale des Açores[25].
- Date à confirmer — Élections du Conseil des Communautés portugaises 2023

## Décès

### Janvier
- 5 — Alfredo Campos Matos, architecte, spécialiste des études Queiroz (né en 1928) [26]
- 5 — António Cartaxo, diffuseur, musicologue et promoteur de la musique classique (né en 1934) [27]
- 10 — Hermenegildo Candeias, gymnaste olympique (né en 1934) [28]
- 22 — Mário Teixeira da Silva, galeriste et collectionneur d'art (né en 1947) [29]

### Février
- 23 — Rui Cunha, homme politique, député constituant (né en 1944) [30]
- 24 — José Manuel Espírito Santo, banquier, ancien directeur de Banco Espírito Santo (né en 1945) [31]
- 27 — João Ribeiro Pacheco, ancien chef d'état-major de la marine (né en 1934) [32]

### Mars
- 3 — Ruy Castelar, animateur radio et acteur (né en 1932) [33]
- 9 – Alex le Fabuleux, chanteur (né en 1935) [34]
- 15 — José Reis Ribeiro, prêtre catholique (né en 1934) [35]
- 19 — Rui Nabeiro, homme d'affaires (né en 1931) [36]

### Avril
- 17 — Joaquim Pessoa, poète, artiste (né en 1948) [37]
- 27 — António Calhau, ancien président de la Cour administrative suprême (né en 1953) [38]
- 29 — Paulo Tunhas, philosophe, essayiste et professeur d'université (né en 1960) [39]
- 30 — Luís Carmelo, écrivain (né en 1954) [40]

## notes et références
1. ↑  « Novos governantes já tomaram posse. Pedro Nuno despediu-se: “Agora dêem-me descanso” », Público, 4 janvier 2023 (consulté le 10 janvier 2023)
2. ↑  « Moção de censura da IL rejeitada pelo Parlamento », Público, 5 janvier 2023 (consulté le 10 janvier 2023)
3. ↑  « Secretária de Estado da Agricultura sai do Governo 25 horas depois », Público, 5 janvier 2023 (consulté le 10 janvier 2023)
4. ↑  « Inundações no Porto. "Segurança de pessoas e bens garantida" », Diário de Notícias, 7 janvier 2023 (consulté le 10 janvier 2023)
5. ↑  « Audiências: “Vale Tudo” arrasa “A Ex-Periência” e dá liderança à SIC », NiT, 9 janvier 2023 (consulté le 10 janvier 2023)
6. ↑  « Roberto Martínez é o terceiro estrangeiro a orientar a seleção de Portugal », O Jogo, 9 janvier 2023 (consulté le 14 janvier 2023)
7. ↑  « Estreia: O Crime do Padre Amaro », RTP, 6 janvier 2023 (consulté le 10 janvier 2023)
8. ↑  « Protesto trans interrompe peça no São Luiz e faz mudar o elenco », Público, 20 janvier 2023 (consulté le 22 janvier 2023)
9. ↑  « Rui Rocha eleito novo presidente da IL. Aponta aos 15% nas próximas Legislativas », Diário de Notícias, 22 janvier 2023 (consulté le 22 janvier 2023)
10. ↑  « Ice Merchants é o primeiro filme português nomeado para os Óscares: “É absolutamente surreal” », Público, 24 janvier 2023 (consulté le 25 janvier 2023)
11. ↑  « "Amadeo" nos cinemas: filme é dedicado a Eunice Muñoz e Rogério Samora », CNN Portugal, 29 janvier 2023 (consulté le 30 janvier 2023)
12. ↑  « AM de Lisboa lamenta perda de vidas em incêndio na Mouraria que expôs falhas no acolhimento de imigrantes », Observador, 7 de fevereiro de 2023 (consulté le 6 avril 2023)
13. ↑  « Carlos Cortes eleito. "Quero ser um bastonário de união para os médicos" », Diário de Notícias, 16 de fevereiro de 2023 (consulté le 6 avril 2023)
14. ↑  « Militares recusam embarcar em navio da Marinha invocando razões de segurança », Público, 13 mars 2023 (consulté le 6 avril 2023)
15. ↑  « "A Marinha não envia navios para missões impossíveis" », Diário de Notícias, 16 mars 2023 (consulté le 6 avril 2023)
16. ↑  « Tudo o que sabemos sobre o ataque no Centro Ismaili de Lisboa », CNN Portugal, 28 mars 2023 (consulté le 29 mars 2023)
17. ↑  « Lula da Silva chegou a Portugal para visita de Estado de cinco dias », Público, 21 avril 2023 (consulté le 6 mai 2023)
18. ↑  « “O Brasil está de volta”, assegura Lula no final da cimeira luso-brasileira », Público, 22 avril 2023 (consulté le 6 mai 2023)
19. ↑  « Chico Buarque recebeu o Prémio Camões e agradeceu a Bolsonaro a "fineza" de não o "sujar" com a sua assinatura », Observador, 24 avril 2023 (consulté le 6 mai 2023)
20. ↑  « Discurso de Lula marcado por protesto do Chega e repreensão de Santos Silva », Rádio Renascença, 25 avril 2023 (consulté le 6 mai 2023)
21. ↑  « Mas afinal porque é que o SIS foi buscar o computador do adjunto? », SIC Notícias, 29 avril 2023 (consulté le 6 mai 2023)
22. ↑  « Galamba pediu a demissão “em prol da necessária tranquilidade institucional” mas Costa recusou », Público, 2 mai 2023 (consulté le 6 mai 2023)
23. ↑  « Marcelo arrasa Galamba e Costa mas não demite Governo », Jornal de Notícias, 4 mai 2023 (consulté le 6 mai 2023)
24. ↑  « Paulina Chiziane e o desejo de que “a língua portuguesa fosse realmente de todos” », Público, 5 mai 2023 (consulté le 6 mai 2023)
25. ↑  « Açores querem lançar voos suborbitais a partir de outubro de 2023 », Açoriano Oriental, 20 de dezembro de 2022 (consulté le 10 janvier 2023)
26. ↑  « Morreu Alfredo Campos Matos, o arquiteto que se apaixonou por Eça de Queiroz », Diário de Notícias, 6 janvier 2023 (consulté le 10 janvier 2023)
27. ↑  « Morreu o radialista e divulgador de música António Cartaxo », Público, 5 janvier 2023 (consulté le 10 janvier 2023)
28. ↑  « Morreu o ginasta olímpico Hermenegildo Candeias », A Bola, 10 janvier 2023 (consulté le 10 janvier 2023)
29. ↑  « Morreu o galerista e colecionador de arte Mário Teixeira da Silva », Notícias ao Minuto, 22 janvier 2023 (consulté le 22 janvier 2023)
30. ↑  « Morreu histórico militante socialista Rui Cunha aos 78 anos », Observador, 24 de fevereiro de 2023 (consulté le 19 mars 2023)
31. ↑  « Morreu José Manuel Espírito Santo, antigo administrador do BES », Público, 25 de fevereiro de 2023 (consulté le 19 mars 2023)
32. ↑  « Morreu antigo Chefe do Estado-Maior da Armada Almirante Ribeiro Pacheco », Diário de Notícias, 28 de fevereiro de 2023 (consulté le 19 mars 2023)
33. ↑  « Morreu o locutor e ator Ruy Castelar. Tinha 90 anos », Público, 3 mars 2023 (consulté le 19 mars 2023)
34. ↑  « Morreu Alex, o cantor de ‘Mister Gay’ », Expresso, 9 mars 2023 (consulté le 19 mars 2023)
35. ↑  « Viana do Castelo: Faleceu monsenhor José Reis Ribeiro », Ecclesia, 15 mars 2023 (consulté le 19 mars 2023)
36. ↑  « Morreu empresário Rui Nabeiro, fundador da Delta », Público, 19 mars 2023 (consulté le 19 mars 2023)
37. ↑  « Morreu Joaquim Pessoa, poeta e autor de "Amélia dos Olhos Doces" », Observador, 17 avril 2023 (consulté le 6 mai 2023)
38. ↑  « Morreu o antigo presidente do Supremo Tribunal Administrativo António Calhau », Público, 1er mai 2023 (consulté le 6 mai 2023)
39. ↑  « Morreu Paulo Tunhas, "um homem absolutamente invulgar". Professor, investigador e cronista do Observador tinha 62 anos », Observador, 29 avril 2023 (consulté le 6 mai 2023)
40. ↑  « Morreu o escritor e académico Luís Carmelo (1954-2023) », Público, 1er mai 2023 (consulté le 6 mai 2023)